# Cerisiers
Cerisiers ist eine französische Gemeinde mit 1.002 Einwohnern (Stand: 1. Januar 2022) im Département Yonne in der Region Bourgogne-Franche-Comté. Cerisiers gehört zum Arrondissement Sens und zum Kanton Brienon-sur-Armançon (bis 2015: Kanton Cerisiers).
Seit 1968 besteht eine Jumelage mit Longuich-Kirsch in der Nähe von Trier.

## Geographie
Cerisiers liegt etwa 16 Kilometer ostsüdöstlich des Stadtzentrums von Sens. Umgeben wird Cerisiers von den Nachbargemeinden Les Vallées de la Vanne im Norden, Vaudeurs im Osten, Villechétive im Süden, Dixmont im Südwesten sowie Vaumort im Westen.
Durch die Gemeinde führt die frühere Route nationale 5 (heutige D905).

## Bevölkerungsentwicklung
| Jahr                       | 1962 | 1968 | 1975 | 1982 | 1990 | 1999 | 2006 | 2016 |
| Einwohner                  | 847  | 811  | 823  | 860  | 889  | 900  | 875  | 990  |
| Quellen: Cassini und INSEE |      |      |      |      |      |      |      |      |

## Sehenswürdigkeiten
- Kirche Saint-Jean-Baptiste
- romanische Kapelle des Johanniterordens der früheren Komturei

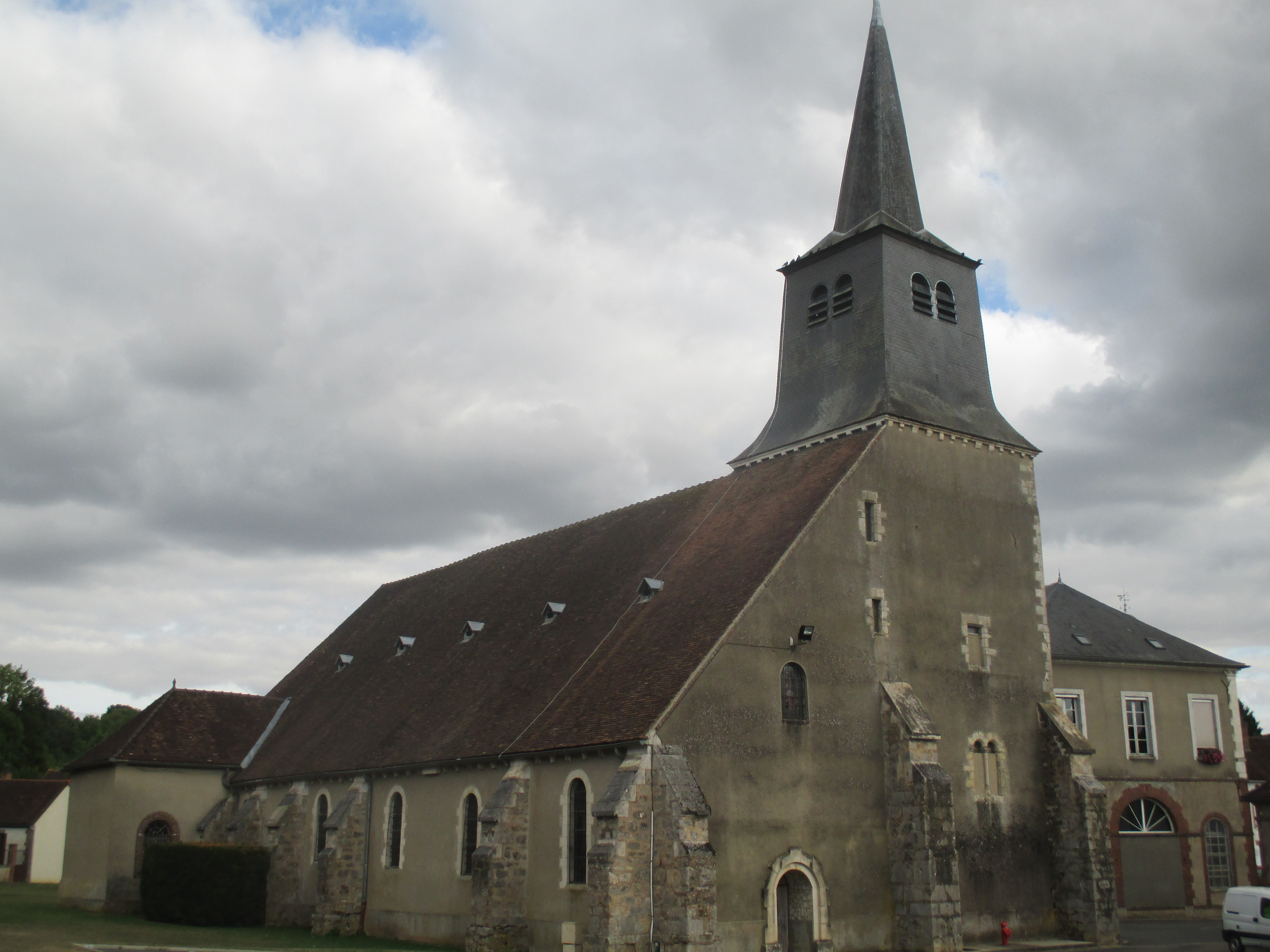
Kirche Saint-Jean-Baptiste

## Persönlichkeiten
- Athanase Dupré (1808–1869), Mathematiker und Physiker
- Pierre Pouyade (1911–1979), Luftwaffengeneral und Unternehmer